# カーロケーションシステム
カーロケーションシステム（カーロケータシステム、無線自動車動態管理システム、無線自動車動態表示システム、ポリストリプルアイ位置表示システム）は、日本の警察が導入している警察用緊急自動車等（警察用無線自動車）の現在位置、進行方向や活動状況等を地図上（地図端末装置）に表示するシステムである。
俗に「カーロケ」、「カーロケータ」と呼ばれる。すべての警察車両にカーロケ端末が搭載されているわけではない。

## 概要
GPS衛星を利用して、カーロケータシステム端末を搭載している無線車の動態情報（地理的位置および、進行方向ならびに、走行速度、業務形態等）を通信指令室、地域部自動車警ら隊、交通部高速道路交通警察隊、交通機動隊、警察署、その他の警察内関係所属に設置された端末（大型表示パネル、無線指令台、受付台、署指令端末）等にリアルタイムで表示するとともに、カーロケ搭載車両の表示端末に周辺車両の位置および業態情報をリアルタイムで表示し、事案発生時には、カーロケ搭載車両に現場地図、現場情報（事案に関連のある文字、画像、映像、位置情報等）、その他事案情報等を送信するシステムである。
警察用無線自動車のカーロケーション情報（動態情報等）は、各都道府県の警察本部のサーバーにおいて全国統一規格に変換され、警察が独自に整備・維持管理している専用回線を用いた警察情報管理システムによって全国ネットで共有されているため、カーロケ表示端末には、他の都道府県の警察車両のカーロケーション情報も表示される。したがって、カーロケ情報表示システムさえあれば、全国どの場所からでも全国のカーロケ搭載車両の動態情報を確認できる。また、当該システムで得られた無線自動車、白バイ等の現在地、活動状況、進行方向等の情報は、電子データとしてサーバに記録されており、これをカーロケ履歴テーブルと呼ぶ。
当該システムを有効に活用することによって、各地域の通信指令室等が当該システム端末を搭載しているパトロールカー等の警察車両（無線自動車）の現在位置や活動状況をリアルタイムに把握できるため、110番入電時および、事案発生時に臨場可能な最も近い警察車両を適切に選択して臨場させるなど、迅速かつ的確な対応ができる。

## 機能
カーロケ搭載車両のカーナビゲーションには、周辺を走行する警察車両の位置をお互いに表示できる「カーロケナビ（チームナビ）」が導入されている。カーロケナビには、地図情報表示システムが組み込まれている。「カーロケナビ」の導入によって、車両同士の位置を可視化できることに加え、通信指令室等から各車両のナビ画面に文字情報を表示させることができる。また、現場で撮影した逃走車両の写真や犯人の似顔絵などを送受信でき、視覚的な情報を共有することもできる。
当該システムのデータ通信機能により文字、画像情報、映像情報、位置情報等が適切に共有できる。
当該システムとPSDやポリストリプルアイ（通称：Pスリー）の相互接続により相互の画像による手配が可能である。
情報表示システム（位置情報表示装置、カーロケ搭載車両の表示端末やPSD型表示端末、Pスリー等）に交番勤務員等（PSW及びPSD並びにPスリー所持者）の位置情報等の表示（マンロケータシステム、俗称：マンロケ）が可能である。
情報表示システムに警察用ヘリコプターの位置情報等の表示（ヘリロケータシステム、俗称：ヘリロケ）が可能である。
警察官が110番通報等により現場臨場した際に所携の携帯電話のカメラを使用して撮影した現場画像等および、防災関係機関による防災映像等ならびに、PSDに付加された内蔵カメラを使用して撮影した画像等さらに、ヘリコプターテレビ（ヘリテレ）の映像等に加えて、通信指令室等が配信の必要性を認めた画像等を通信指令室等において情報ハイウェイ等を活用して、映像等を関係所属に設置されたテレビモニタおよび、現場活動中のカーロケ搭載車両ならびに、PSDやポリストリプルアイ等の受信端末を携帯する警察官に配信することが可能である。
警備業者との申合せにより、その業者の管理する監視カメラ等の画像等の提供を受けて通信司令室等で即時に手配することが可能である。
自動車ナンバー自動読取装置（Nシステム）を手配車両が通過して、ナンバープレートが正常に検出され、手配車両と判明すると同時に関係所属に設置された表示端末および、現場活動中のカーロケ搭載車両の表示端末ならびに、PSD型表示端末やPスリー等に「N号ヒット（Nヒット）」情報が配信され、手配車両の通過方向や通過位置等が表示される。
これらにより、正確な事案情報の確実な伝達および、警察車両同士や警戒員同士のお互いの現在位置や活動状況等をリアルタイムに把握できるため、効果的な捜査および追跡活動等が期待できる。
カーロケ搭載車両の表示端末には、交通取り締まり中の警察車両の位置も「交通」または「交取」という形で表示される。

## 旧型カーロケについて
新型カーロケが導入される以前は 407.725MHz の周波数を使用した「パトカー動態表示システム（無線自動車動態表示システム）」と呼ばれる旧型カーロケが実用化されていた。
レーダー探知機には、この電波（407.725MHz）を検知して、パトカーなどの警察車両の接近や通過を知らせる機能を持つものもある。
したがって、交通取締用警察車両等は、接近や通過をレーダー探知機等で知られると適正な取締を行いにくいため、旧型カーロケの電波（407.725MHz）を一時的に切っている場合もある。
なお、全ての都道府県に新型カーロケが導入されている。
警視庁管内のパトカーのみが旧型カーロケ（407.725MHz方式）を使用している。警視庁管内のパトカーには、新型カーロケのみを搭載したパトカーもある。また、新型・旧型カーロケの両方を相互接続させて搭載しているパトカーもある。

## 新型カーロケについて
以前、神奈川県において、ATM破壊（窃盗）犯がカーロケの電波（407.725MHz）を「警察車両の接近や通過を探知できる装置（広帯域受信機またはレーダー探知機もしくはそれに類する装置等）」で検知し、検挙を逃れるという事件が発生した。この事件により、無線自動車動態表示システム（407.725MHz方式）の犯罪への悪用（窃用）が表面化した。そのため、広帯域受信機およびレーダー探知機ならびに、それに類する装置等で検知しにくい新型カーロケ（通信事業者の無線通信を用いた方式やAPR、IPR、Pスリー重畳方式のカーロケ）が全国的に導入された。
新型カーロケに完全移行した地域では（警視庁管内の一部地域以外は）、レーダー探知機等の警察車両の接近や通過を知らせるカーロケ電波受信（407.725MHz受信）機能が働かない。
新型カーロケに用いられている通信事業者の無線通信および APR、IPR、Pスリー の性質より、新型カーロケの受信機を警察関係者や設計会社以外が製作するのは理論上限りなく不可能に近い。また、新型カーロケを探知できるレーダー探知機等は、デジタル化された無線通信をデコードすることは電波法に違反し罰則があるため、販売される可能性は無い。
カーロケ端末（IPRスマホ、IPRタブレット、Pスリーを含む）には1台1台に固有の ID が割り当てられているため、その固有 ID のカーロケ端末を使用不可にしたい場合はカーロケ等管理専用装置を使って適切に使用できなくすることができる。そのため、万が一、カーロケ端末やカーロケ搭載車両が盗まれて、個々の警察官に割り振られた正しい認証コードが入力されても、使用不可の ID のカーロケ端末だった場合はカーロケ端末は適切に使用できない。

### 参照
1. 1 2  警視庁通信指令業務運営規程
2. 1 2 3 4 5 6 7 8  鳥取県警察初動警察強化システム運用要綱の制定について（例規通達）
3. 1 2  千葉県警察本部新庁舎建設等事業 要求水準書 通信指令システム編（概要版）
4. ↑  神奈川県警察 - 通信指令システム紹介
5. ↑  警察庁 - 警察の情報通信
6. ↑  埼玉県警察 - 平成25年度予算見積調書
7. ↑  富士通株式会社 － 移動体表示方法及び移動体管理装置（参考情報）
8. ↑  富士通株式会社 － 位置管理装置、表示データの製造方法、位置表示装置及びプログラム（参考情報）
9. ↑  岡山県警察 - 平成21年版 政策評価書
10. ↑  警察庁 - 地域警察デジタル無線システム概要
11. ↑  国家公安委員会 - 地域警察デジタル無線システムの運用開始について
12. ↑  鳥取県警察 - 平成２３年第１２回公安委員会開催状況
13. ↑  八重山毎日新聞 - 沖縄県警察本部の通信指令システム強化
14. ↑  京都府警察 - 通信指令システム機能の強化について
15. ↑  鳥取県警察 - 平成２５年第３９回公安委員会開催状況